# Alison Goldfrapp
Alison Elizabeth Margaret Goldfrapp (13 de maio de 1966) é uma cantora, compositora e produtora musical inglesa, mais conhecida como a vocalista da dupla de música eletrônica Goldfrapp.